# Calatola columbiana
Calatola columbiana es una especie de planta con flores de la familia Metteniusaceae, anteriormente clasificada en la familia Icacinaceae. Es endémica de Colombia.

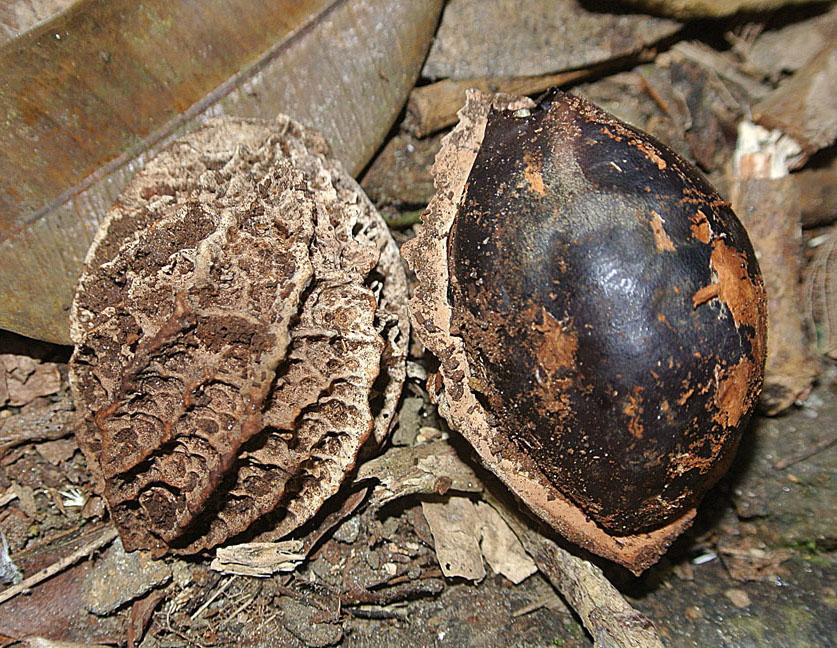
Semillas de Calatola columbiana.